# Langbeinita
Langbeinita es un mineral perteneciente a la clase de los minerales sulfatos y que además tiene como fórmula química: K2Mg2(SO4)3. Su cristalización está basada en el sistema isométrico. Tiene un lustre vítreo. Su dureza en la escala de Mohs está entre 3,5 y 4; su gravedad específica es de 2,83. Los cristales de esta especie son fosforescentes y piezoeléctricos.
Este mineral es una mena de potasio y se produce en depósitos de evaporita marina junto con la carnalita, halita y la silvita.
Fue descrito este mineral por primera vez en 1891 y ha sido nombrado en honor a Adalbert Langbein de Leopoldshall, Alemania.